# Der Tagesspiegel
Der Tagesspiegel – wysokonakładowy niemiecki dziennik wydawany w Berlinie przez spółkę Verlag Der Tagesspiegel GmbH. Drukowany jest jako broadsheet. „Der Tagesspiegel” ma charakter liberalno-konserwatywny.